# تيموثي كولين
تيموثي كولين (بالإنجليزية: Timothy Cullen)‏ هو سياسي أمريكي، ولد في 25 فبراير 1944 في جينسفيل في الولايات المتحدة. حزبياً، نشط في الحزب الديمقراطي. وقد انتخب عضو مجلس ولاية ويسكونسن.